# 노랑황금두더지
노랑황금두더지(Calcochloris obtusirostris)는 황금두더지과에 속하는 포유류의 일종이다. 모잠비크와 남아프리카공화국, 짐바브웨에서 발견된다.
자연 서식지는 아열대 또는 열대 기후 지역의 건조림과 습윤 저지대 숲, 건조한 사바나, 그리고 경작지, 목초지, 농장, 시골과 도시 지역이다.